# يوم الحداد الشركسي

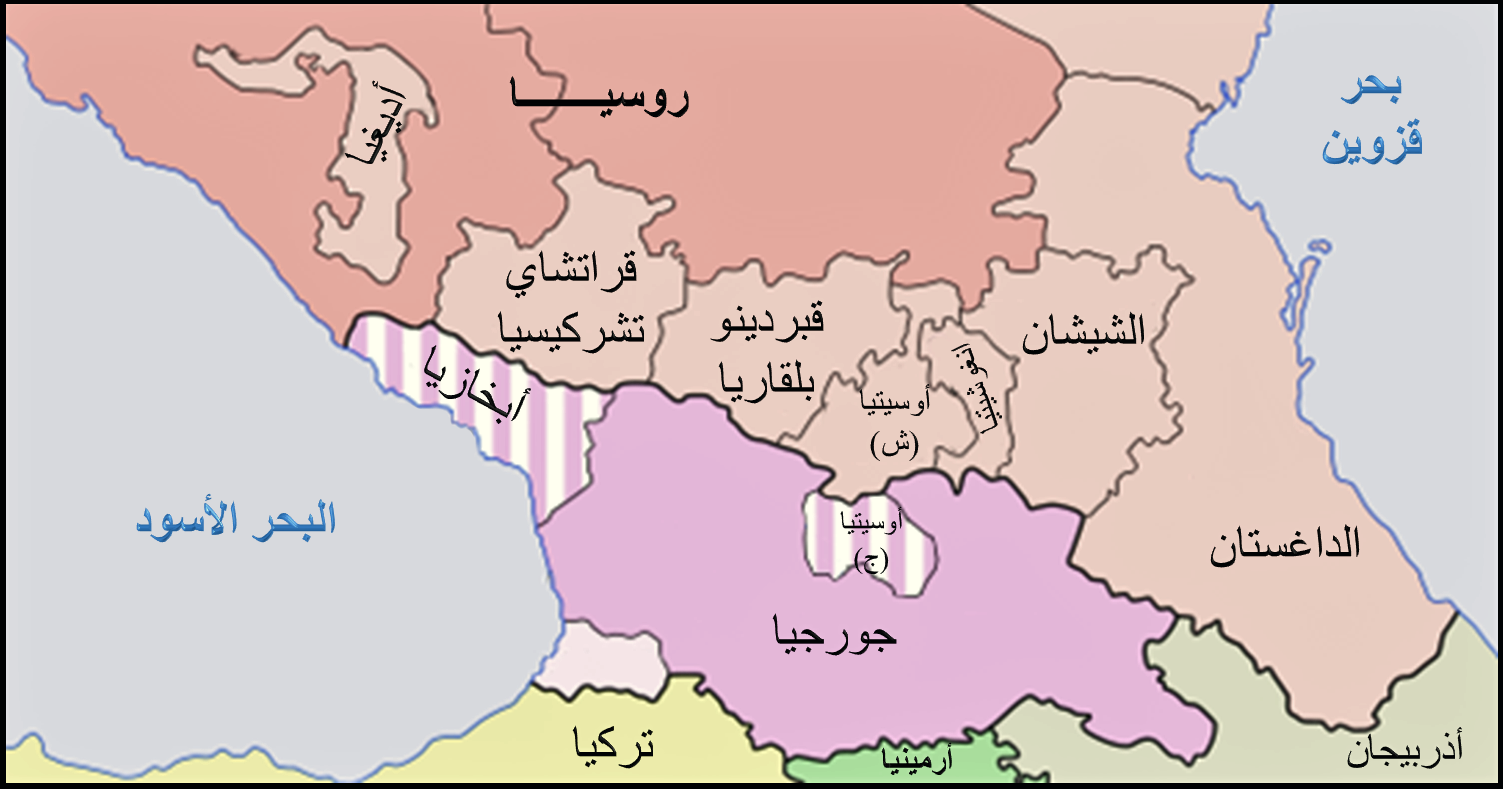
جمهوريات شمال القفقاس اليوم

علم الوحدة لشعوب شمال القفقاس

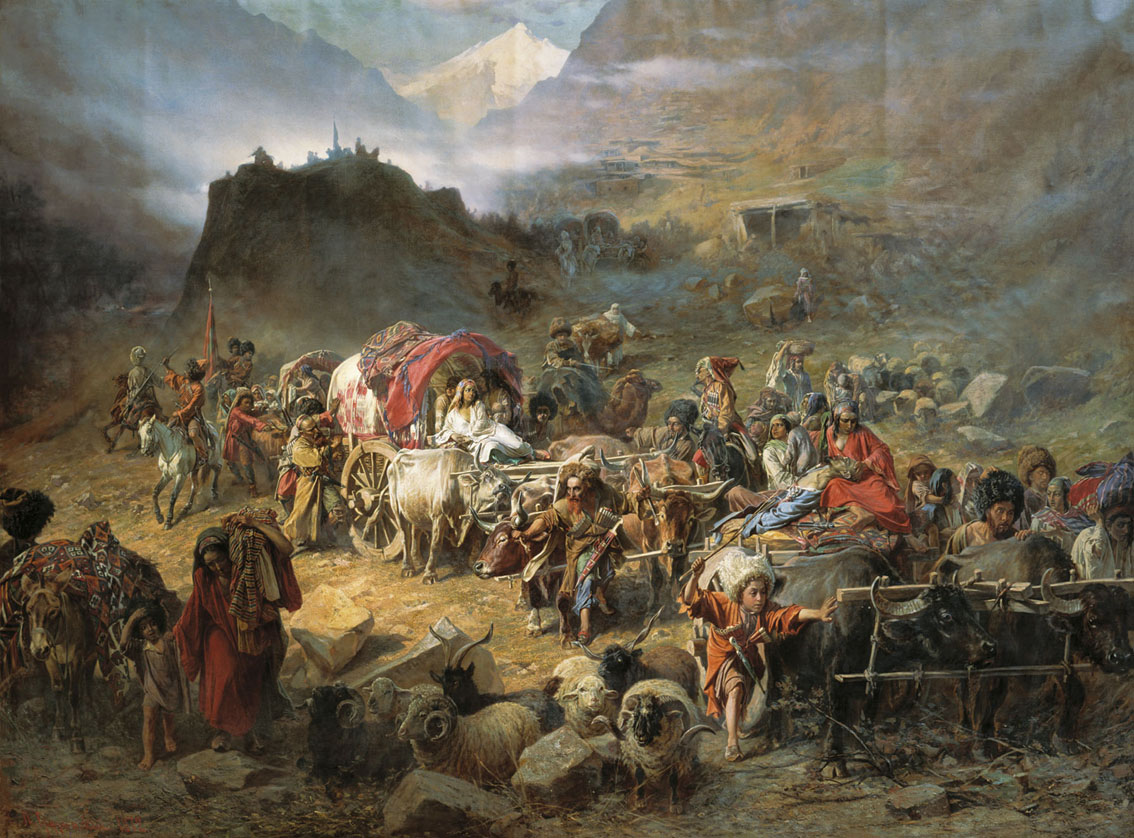
بدايات الهجرة

يوم الحداد الشركسي أو يوم الحزن الشركسي هو يوم الذكرى السنوية لانتهاء الحرب مع روسيا القيصرية في21 مايو 1864م وخسارة الشركس لهذه الحرب، وخسارتهم أرضهم واستشهاد ما يقارب من مليوني نسمة من أجدادهم وتهجير 90 % ممن بقي منهم على قيد الحياة تهجيرا قسريا مأساويا عن أرض وطنهم الأم شمال القفقاس.
وقد دامت رحى هذه الحرب أكثر من 100 عام وكان من ضمنها الحروب الدفاعية التي قادها الإمام شامل لمدة 26 عاما. حيث استطاع الإمام شامل توحيد معظم الشعوب الإسلامية التي تعيش في منطقة شمال القفقاس، وهي أراض تمتد بين بحر قزوين والبحر الأسود لمحاربة روسيا القيصرية، ولكنه استسلم في النهاية في 6 أيلول 1859م. وتلتها حروب دفاعية مجيدة في مناطق الكوبان غرب القفقاس كانت تمثل استمرارا للروح الجهادية الشركسية ضد الاحتلال الروسي ولكنها توقفت يوم 21 مايو 1864م وهو اليوم الذي أعلن فيه الجنرال ميشيل كراندوق الحاكم العسكري الروسي العام لقفقاسيا انتهاء الحروب الاحتلالية الاستعمارية لشمال القفقاس الأرض التاريخية والوطن الأم للشراكسة، فكان ذلك اليوم الأسود المشؤوم للشراكسة الذي اعتبروه يوم حدادهم الوطني.
يجتمع الشركس في هذا اليوم من كل عام في جميع أنحاء العالم كل في منفاه أو أرض شتاته، لتذكر المآساة وتذكر الوطن الأم. ففي هذا اليوم يجتمع شركس سوريا في الجمعية الخيرية الشركسية  وفي الأردن يجتمعون كذلك في الجمعية الخيرية الشركسية ويحضر هذا الجمع معظم قيادات الشركس في الأردن بما فيها المجلس العشائري الشركسي في الأردن مع مؤازرة رسمية من الحكومة الأردنية.
كما يجتمع شراكسة تركيا وأرض الوطن الأم شمال القفقاس وشراكسة أمريكا وفلسطين المحتلة وألمانيا كل في مدينته أو في أماكن مختارة ليستعيدوا ويحيوا ذكرى ذلك اليوم الأسود المشؤوم وذكرى ضياع أرض وطنهم وتشريد شعبهم ويستذكرون المآسي التي جلبتها لهم حروب الإبادة الروسية الطويلة التي قاسوا ويلاتها سنين طويلة.
تعتبر منطقة شمال القفقاس الممتدة إلى الشمال من جمهوريات جورجيا وأرمينيا وأذربيجان والممتدّة ما بين بحر قزوين شرقا والبحر الأسود غربا الوطن الأم لجميع الشعوب الشركسية القفاسية المسلمة والتي تشمل شعوب الأديغة(الشراكسة أو الشركس) والشيشان وداغستان. وقد تعرّضت هذه الشعوب لحروب عسكرية احتلالية استعمارية روسية وحشية متتالية طيلة مايزيد عن مئة عام، أستشهد منهم خلالها مايزيد عن مليوني شهيد لتكون النتيجة المأساوية سقوط هذه الشعوب الإسلامية تحت نير الاحتلال الروسي في 21 أيار 1864، والذي لم يكتف بجريمة الإبادة العرقية التي ارتكبها بحق هذه الشعوب خلال تلك الحروب الطويلة، بل إنه زاد على ذلك إجباره لهذه الشعوب على ترك أوطانها وهجرها وإخلاءها للشعوب الموالية كالقوزاق والروس والجورجيين والأوكرانيين وغيرهم، حيث تعرّض حوالي مليوني شخص من هذه الشعوب للتهجير القسري إلى أنحاء مختلفة من الإمبراطورية العثمانية بتواطوء وتعاون وترحيب من العثمانيين بهذا التهجير لأغراض الاستفادة من هذه الشعوب الشركسية الشجاعة المقاتلة في تقوية قواتها المسلحة التي شاخت وضعفت وتعرضت لهزائم متوالية في مختلف الجبهات. فتم بذلك تفريغ أرض شمال القفقاس من أهله وسكانه الشرعيين بحيث لم يتبق من هذه الشعوب سوى 3-4 مليون نسمة ولم يتبق من الشراكسة الأديغة سوى أقل من مليون نسمة بعد أن كانوا حوالي أربعة ملايين نسمة قي أوائل القرن التاسع عشر.